# Bitva u Gangutu
Námořní bitva u Gangutu se odehrála 7. srpna 1714 během Severní války, u poloostrova Hanko (rusky Gangut), nedaleko dnešního města Hanko, ve Finsku, mezi švédským námořnictvem a ruským námořnictvem. Šlo o první důležité vítězství ruského loďstva v jeho historii.

## Pozadí
Ruský car Petr I. začal svoje tažení do Finska na jaře 1713. Ruské armády rychle postoupily na jihozápadní pobřeží Finska, ale námořní zálohy byly zablokované silnou švédskou námořní přítomností. Ruský guvernér ve Finsku, veterán od Poltavy kníže Michail Golicyn (1675–1730) nebyl schopný získat si podporu po moři, která byla pak daleko důležitější než pozemní podpora. Proto byl vyslán admirál hrabě Fjodor Matvejevič Apraxin (1661–1727) s loďstvem, aby zde získal na moři převahu.

## Příchod do Hanko
Když ruské lodě připluly do blízkosti poloostrova, setkaly se se silnou švédskou námořní flotilou pod vedením viceadmirála Wattranga. Apraksin se proto rozhodl plout se svými loděmi dál od poloostrova dokud nezíská další síly.
Rozhodl se k tomu využít vojáky v Abö (dnes finské Turku) a rovněž požádal o pomoc cara jenž byl se zbytkem Baltské flotily v Revalu (dnešní Tallinn). Admirál Apraksin vzkázal carovi, že by měl on osobně vést útok.

## Průlom
První pokus o prolomení švédských linií byl veden tak, že ruské galéry měly být přepraveny přes poloostrov po souši. První galéra byla úspěšně, i když s obtížemi, přepravena, ale druhá byla poškozena, a proto bylo od tohoto pokusu upuštěno. Admirál Gustaf Wattrang byl o tomto ruském pokusu informován a proto poslal 11 lodí, jejichž velením pověřil kontradmirála Nilse Ehrenskiölda, aby zaútočily na Rusy.
Při druhém pokusu Rusů se mělo využít klidného počasí ráno 26. července. Malé galéry snadno manévrovaly, zatímco těžké švédské bitevní lodě bylo obtížné v takovém počasí otočit. Apraxin zpočátku poslal do boje 20 malých galér, a když bylo zřejmé, že loďstvo Švédů je nemůže zastavit, vyslal dalších 15 galér.
Wattrangova flotila se příliš pozdě vydala na pomoc Ehrenskiöldovi, ale Apraxin o půlnoci mezi 26.–27. červencem (dle juliánského kalendáře, 6.–7. 8. dle gregoriánského) se zbývajícími loděmi prolomil linie Švédů, přičemž Rusové ztratili jen jednu galéru, která uvízla na mělčině.

## Bitva

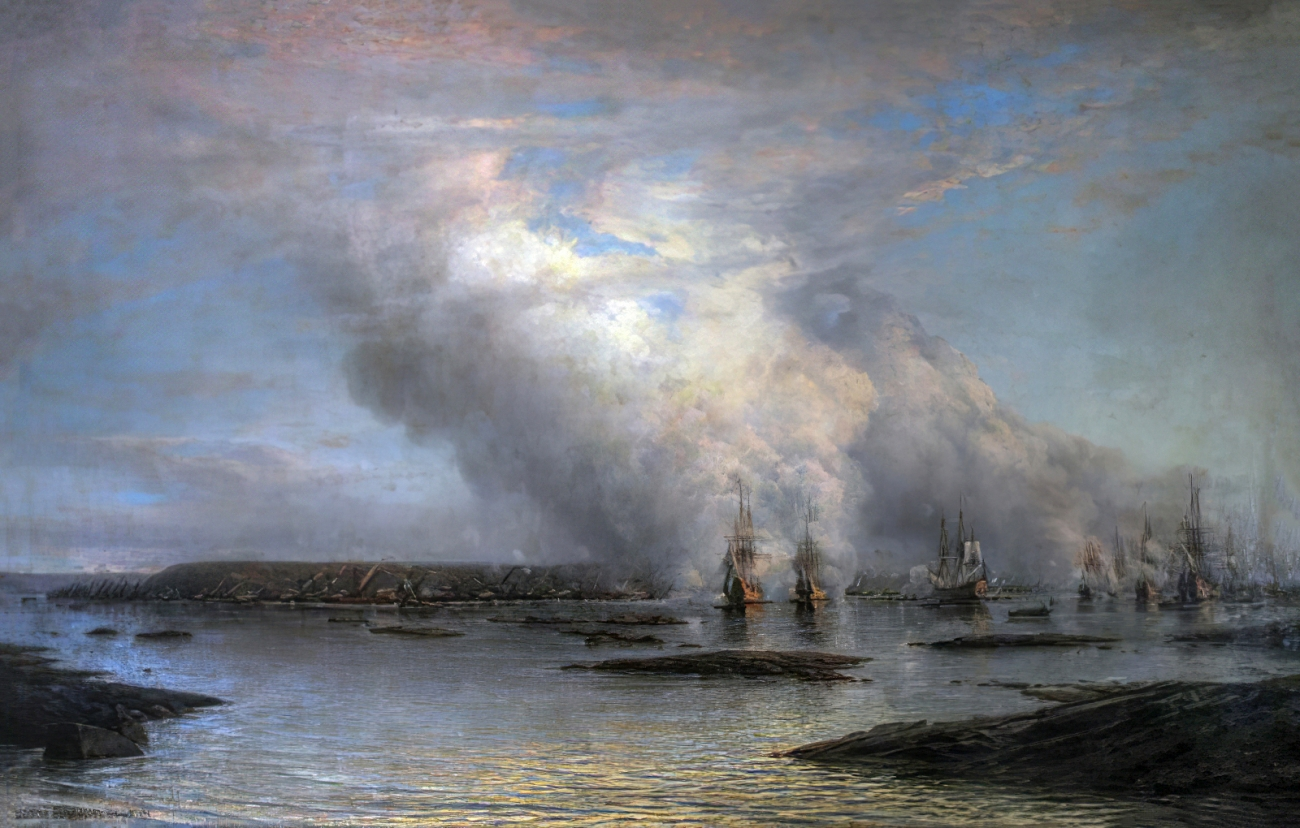
Bitva u Gangutu, od Alekseje Bogoljubova

Po průlomu byl Ehrenskiöld obklíčen mezi dvěma ostrovy a – odříznut od Wattranga na volném moři – musel se tu bránit. Největší švédská loď, fregata Elefant – 18 děl, byla připravena na soustředěný útok proti přibližujícím se ruským lodím. Dvakrát tři galéry byly umístěny na konci první linie na každé straně fregaty, přičemž tři menší veslice operovaly za Elefantem.
Když se Ehrenskiöld odmítl vzdát, ruské loďstvo zahájilo útok. Ruské galéry útočily dvakrát (poprvé s 35 loděmi a podruhé s 80 loděmi), ale byly odraženy zpět. Potřetí zaútočili Rusové spojenou silou asi 95 galér a dokázali zajmout švédské lodě. Admirál Ehrenskiöld byl v bitvě raněný zajat na palubě své vlajkové lodi, jež po tříhodinovém boji stáhla vlajku. Převahu v počtu lodí a mužů měli Rusové, v počtu děl (116) Švédové.

## Důsledky
Tato bitva byla prvním důležitým vítězstvím ruského loďstva. Znamenala podobné vítězství jako Bitva u Poltavy. Rusko poté mohlo zabránit pronikání švédských lodí do Alandského moře a Finsko zůstalo obsazeno do roku 1721, kdy Nystadská smlouva ukončila válku.
Ruské námořnictvo toto vítězství tradičně oslavuje. Alespoň jedna jeho loď se od té doby vždy jmenovala Gangut.

## Podobné bitvy
- Bitva u Grengamu (1720) — Byla vybojována ve stejný den o šest let později a ukončila švédskou nadřazenost v Baltských vodách
- Bitva u Svensksundu (1790) — Nejambicióznější švédský pokus o získání převahy na Baltu